# Petr Čech (atlet)
Petr Čech (6. ledna 1944 - 11. prosince 2022) je bývalý všestranný československý atlet, několikanásobný Mistr ČSSR v běhu na 110 a 60 m přes překážky. Na olympijských hrách v Mnichově v roce 1972 se v běhu na 110 m přes překážky umístil na 8. místě. V roce 1974 a 1977 byl bodově nejúspěšnějším jednotlivcem atletické ligy. V rámci ligy závodil i ve skoku dalekém.
Po ukončení aktivní sportovní kariéry pracoval jako trenér v pražské Slavii a jako sekretář atletického svazu.